# Transports en commun de Forbach
Les transports en commun de Forbach consistent en un réseau d'autobus desservant la commune de Forbach et ses alentours dans le département de la Moselle, organisé par la Régie des Transports de l’Agglomération Forbach Porte de France sous le nom commercial de Forbus.

## Histoire
L'origine du réseau de transport en commun de Forbach remonte à la création de la Forbacher Straßenbahn lors de l'inauguration du premier tramway de Forbach en 1911. Historiquement, la ville de Forbach ainsi que ses alentours sont desservies par un réseau du tramway pendant plus qu'un siècle.

## Réseau actuel

### Lignes régulières
| Ligne | Caractéristiques | Caractéristiques                                          | Caractéristiques                                          | Caractéristiques                                          | Caractéristiques                                          | Caractéristiques                                          | Caractéristiques                                          | Caractéristiques                                          | Caractéristiques                                          |
| 1     | Forbach — Brême d'Or ⥋ Petite-Rosselle | Forbach — Brême d'Or ⥋ Petite-Rosselle                    | Forbach — Brême d'Or ⥋ Petite-Rosselle                    | Forbach — Brême d'Or ⥋ Petite-Rosselle                    | Forbach — Brême d'Or ⥋ Petite-Rosselle                    | Forbach — Brême d'Or ⥋ Petite-Rosselle                    | Forbach — Brême d'Or ⥋ Petite-Rosselle                    | Forbach — Brême d'Or ⥋ Petite-Rosselle                    | Forbach — Brême d'Or ⥋ Petite-Rosselle                    |
| ----- | --- | --------------------------------------------------------- | --------------------------------------------------------- | --------------------------------------------------------- | --------------------------------------------------------- | --------------------------------------------------------- | --------------------------------------------------------- | --------------------------------------------------------- | --------------------------------------------------------- |
| 1     | Ouverture / Fermeture — / — | Longueur —                                                | Durée —                                                   | Nb. d’arrêts —                                            | Matériel —                                                | Jours de fonctionnement L, Ma, Me, J, V, S                | Jour / Soir / Nuit / Fêtes O / N / N / N                  | Voy. / an —                                               | Dépôt —                                                   |
| 1     | Desserte : - Communes desservies : Forbach, Stiring-Wendel, Petite-Rosselle - Gares desservies : aucune                                                                                                   |                                                           |                                                           |                                                           |                                                           |                                                           |                                                           |                                                           |                                                           |
| 1     | Autre : - Arrêts non accessibles aux UFR : non communiqué - Particularités : - Date de dernière mise à jour : 9 novembre 2020.                                                                            |                                                           |                                                           |                                                           |                                                           |                                                           |                                                           |                                                           |                                                           |
| 1     | Dernière actualisation : — |                                                           |                                                           |                                                           |                                                           |                                                           |                                                           |                                                           |                                                           |
| 2     | Stiring-Wendel — Habsterdick ⥋ Forbach – Blaise Pascal | Stiring-Wendel — Habsterdick ⥋ Forbach – Blaise Pascal    | Stiring-Wendel — Habsterdick ⥋ Forbach – Blaise Pascal    | Stiring-Wendel — Habsterdick ⥋ Forbach – Blaise Pascal    | Stiring-Wendel — Habsterdick ⥋ Forbach – Blaise Pascal    | Stiring-Wendel — Habsterdick ⥋ Forbach – Blaise Pascal    | Stiring-Wendel — Habsterdick ⥋ Forbach – Blaise Pascal    | Stiring-Wendel — Habsterdick ⥋ Forbach – Blaise Pascal    | Stiring-Wendel — Habsterdick ⥋ Forbach – Blaise Pascal    |
| 2     | Ouverture / Fermeture — / — | Longueur —                                                | Durée —                                                   | Nb. d’arrêts —                                            | Matériel —                                                | Jours de fonctionnement L, Ma, Me, J, V, S                | Jour / Soir / Nuit / Fêtes O / N / N / N                  | Voy. / an —                                               | Dépôt —                                                   |
| 2     | Desserte : - Communes desservies : Stiring-Wendel, Forbach - Gares desservies : Forbach |                                                           |                                                           |                                                           |                                                           |                                                           |                                                           |                                                           |                                                           |
| 2     | Autre : - Arrêts non accessibles aux UFR : non communiqué - Particularités : - Date de dernière mise à jour : 9 novembre 2020.                                                                            |                                                           |                                                           |                                                           |                                                           |                                                           |                                                           |                                                           |                                                           |
| 2     | Dernière actualisation : — |                                                           |                                                           |                                                           |                                                           |                                                           |                                                           |                                                           |                                                           |
| 3     | Forbach — Gare routière ⥋ Forbach – Hôtel de Ville | Forbach — Gare routière ⥋ Forbach – Hôtel de Ville        | Forbach — Gare routière ⥋ Forbach – Hôtel de Ville        | Forbach — Gare routière ⥋ Forbach – Hôtel de Ville        | Forbach — Gare routière ⥋ Forbach – Hôtel de Ville        | Forbach — Gare routière ⥋ Forbach – Hôtel de Ville        | Forbach — Gare routière ⥋ Forbach – Hôtel de Ville        | Forbach — Gare routière ⥋ Forbach – Hôtel de Ville        | Forbach — Gare routière ⥋ Forbach – Hôtel de Ville        |
| 3     | Ouverture / Fermeture — / — | Longueur —                                                | Durée —                                                   | Nb. d’arrêts —                                            | Matériel Midibus                                          | Jours de fonctionnement L, Ma, Me, J, V, S                | Jour / Soir / Nuit / Fêtes O / N / N / N                  | Voy. / an —                                               | Dépôt —                                                   |
| 3     | Desserte : - Communes desservies : Forbach - Gares desservies : Forbach |                                                           |                                                           |                                                           |                                                           |                                                           |                                                           |                                                           |                                                           |
| 3     | Autre : - Arrêts non accessibles aux UFR : non communiqué - Particularités : - La ligne ne circule qu'à sens unique. Pour le retour - Date de dernière mise à jour : 9 novembre 2020.                     |                                                           |                                                           |                                                           |                                                           |                                                           |                                                           |                                                           |                                                           |
| 3     | Dernière actualisation : — |                                                           |                                                           |                                                           |                                                           |                                                           |                                                           |                                                           |                                                           |
| 4     | Forbach — Bruch ⥋ Forbach – Wiesberg | Forbach — Bruch ⥋ Forbach – Wiesberg                      | Forbach — Bruch ⥋ Forbach – Wiesberg                      | Forbach — Bruch ⥋ Forbach – Wiesberg                      | Forbach — Bruch ⥋ Forbach – Wiesberg                      | Forbach — Bruch ⥋ Forbach – Wiesberg                      | Forbach — Bruch ⥋ Forbach – Wiesberg                      | Forbach — Bruch ⥋ Forbach – Wiesberg                      | Forbach — Bruch ⥋ Forbach – Wiesberg                      |
| 4     | Ouverture / Fermeture — / — | Longueur —                                                | Durée —                                                   | Nb. d’arrêts —                                            | Matériel —                                                | Jours de fonctionnement L, Ma, Me, J, V, S                | Jour / Soir / Nuit / Fêtes O / N / N / N                  | Voy. / an —                                               | Dépôt —                                                   |
| 4     | Desserte : - Communes desservies : Forbach - Gares desservies : Forbach |                                                           |                                                           |                                                           |                                                           |                                                           |                                                           |                                                           |                                                           |
| 4     | Autre : - Arrêts non accessibles aux UFR : non communiqué - Particularités : - Date de dernière mise à jour : 9 novembre 2020.                                                                            |                                                           |                                                           |                                                           |                                                           |                                                           |                                                           |                                                           |                                                           |
| 4     | Dernière actualisation : — |                                                           |                                                           |                                                           |                                                           |                                                           |                                                           |                                                           |                                                           |
| 5     | Forbach — Gare routière ⥋ Schœneck – Cassin | Forbach — Gare routière ⥋ Schœneck – Cassin               | Forbach — Gare routière ⥋ Schœneck – Cassin               | Forbach — Gare routière ⥋ Schœneck – Cassin               | Forbach — Gare routière ⥋ Schœneck – Cassin               | Forbach — Gare routière ⥋ Schœneck – Cassin               | Forbach — Gare routière ⥋ Schœneck – Cassin               | Forbach — Gare routière ⥋ Schœneck – Cassin               | Forbach — Gare routière ⥋ Schœneck – Cassin               |
| 5     | Ouverture / Fermeture — / — | Longueur —                                                | Durée —                                                   | Nb. d’arrêts —                                            | Matériel —                                                | Jours de fonctionnement L, Ma, Me, J, V, S                | Jour / Soir / Nuit / Fêtes O / N / N / N                  | Voy. / an —                                               | Dépôt —                                                   |
| 5     | Desserte : - Communes desservies : Forbach, Stiring-Wendel, Schœneck - Gares desservies : Forbach |                                                           |                                                           |                                                           |                                                           |                                                           |                                                           |                                                           |                                                           |
| 5     | Autre : - Arrêts non accessibles aux UFR : non communiqué - Particularités : - Date de dernière mise à jour : 9 novembre 2020.                                                                            |                                                           |                                                           |                                                           |                                                           |                                                           |                                                           |                                                           |                                                           |
| 5     | Dernière actualisation : — |                                                           |                                                           |                                                           |                                                           |                                                           |                                                           |                                                           |                                                           |
| 6     | Forbach — Gare routière ⥋ Forbach – Petite forêt | Forbach — Gare routière ⥋ Forbach – Petite forêt          | Forbach — Gare routière ⥋ Forbach – Petite forêt          | Forbach — Gare routière ⥋ Forbach – Petite forêt          | Forbach — Gare routière ⥋ Forbach – Petite forêt          | Forbach — Gare routière ⥋ Forbach – Petite forêt          | Forbach — Gare routière ⥋ Forbach – Petite forêt          | Forbach — Gare routière ⥋ Forbach – Petite forêt          | Forbach — Gare routière ⥋ Forbach – Petite forêt          |
| 6     | Ouverture / Fermeture — / — | Longueur —                                                | Durée —                                                   | Nb. d’arrêts —                                            | Matériel minibus Dietrich (base MB Sprinter)              | Jours de fonctionnement L, Ma, Me, J, V, S                | Jour / Soir / Nuit / Fêtes O / N / N / N                  | Voy. / an —                                               | Dépôt —                                                   |
| 6     | Desserte : - Communes desservies : Forbach - Gares desservies : Forbach |                                                           |                                                           |                                                           |                                                           |                                                           |                                                           |                                                           |                                                           |
| 6     | Autre : - Arrêts non accessibles aux UFR : non communiqué - Particularités : ne circule que dans un sens (départ et arrivée : gare routière de Forbach) - Date de dernière mise à jour : 18 janvier 2024. |                                                           |                                                           |                                                           |                                                           |                                                           |                                                           |                                                           |                                                           |
| 6     | Dernière actualisation : — |                                                           |                                                           |                                                           |                                                           |                                                           |                                                           |                                                           |                                                           |
| 7     | Forbach — Gare routière ⥋ Behren-lès-Forbach | Forbach — Gare routière ⥋ Behren-lès-Forbach              | Forbach — Gare routière ⥋ Behren-lès-Forbach              | Forbach — Gare routière ⥋ Behren-lès-Forbach              | Forbach — Gare routière ⥋ Behren-lès-Forbach              | Forbach — Gare routière ⥋ Behren-lès-Forbach              | Forbach — Gare routière ⥋ Behren-lès-Forbach              | Forbach — Gare routière ⥋ Behren-lès-Forbach              | Forbach — Gare routière ⥋ Behren-lès-Forbach              |
| 7     | Ouverture / Fermeture — / — | Longueur —                                                | Durée —                                                   | Nb. d’arrêts —                                            | Matériel —                                                | Jours de fonctionnement L, Ma, Me, J, V, S                | Jour / Soir / Nuit / Fêtes O / N / N / N                  | Voy. / an —                                               | Dépôt —                                                   |
| 7     | Desserte : - Communes desservies : Forbach, Œting, Behren-lès-Forbach - Gares desservies : Forbach |                                                           |                                                           |                                                           |                                                           |                                                           |                                                           |                                                           |                                                           |
| 7     | Autre : - Arrêts non accessibles aux UFR : non communiqué - Particularités : - Date de dernière mise à jour : 9 novembre 2020.                                                                            |                                                           |                                                           |                                                           |                                                           |                                                           |                                                           |                                                           |                                                           |
| 7     | Dernière actualisation : — |                                                           |                                                           |                                                           |                                                           |                                                           |                                                           |                                                           |                                                           |
| 8     | Forbach — Gare routière ⥋ Alsting – Zinzing / Lotissement | Forbach — Gare routière ⥋ Alsting – Zinzing / Lotissement | Forbach — Gare routière ⥋ Alsting – Zinzing / Lotissement | Forbach — Gare routière ⥋ Alsting – Zinzing / Lotissement | Forbach — Gare routière ⥋ Alsting – Zinzing / Lotissement | Forbach — Gare routière ⥋ Alsting – Zinzing / Lotissement | Forbach — Gare routière ⥋ Alsting – Zinzing / Lotissement | Forbach — Gare routière ⥋ Alsting – Zinzing / Lotissement | Forbach — Gare routière ⥋ Alsting – Zinzing / Lotissement |
| 8     | Ouverture / Fermeture — / — | Longueur —                                                | Durée —                                                   | Nb. d’arrêts —                                            | Matériel —                                                | Jours de fonctionnement L, Ma, Me, J, V, S                | Jour / Soir / Nuit / Fêtes O / N / N / N                  | Voy. / an —                                               | Dépôt —                                                   |
| 8     | Desserte : - Communes desservies : Forbach, Etzling, Spicheren, Alsting - Gares desservies : aucune |                                                           |                                                           |                                                           |                                                           |                                                           |                                                           |                                                           |                                                           |
| 8     | Autre : - Arrêts non accessibles aux UFR : non communiqué - Particularités : - Date de dernière mise à jour : 9 novembre 2020.                                                                            |                                                           |                                                           |                                                           |                                                           |                                                           |                                                           |                                                           |                                                           |
| 8     | Dernière actualisation : — |                                                           |                                                           |                                                           |                                                           |                                                           |                                                           |                                                           |                                                           |
| 9     | Forbach — Gare routière ⥋ Œting – Cimetière | Forbach — Gare routière ⥋ Œting – Cimetière               | Forbach — Gare routière ⥋ Œting – Cimetière               | Forbach — Gare routière ⥋ Œting – Cimetière               | Forbach — Gare routière ⥋ Œting – Cimetière               | Forbach — Gare routière ⥋ Œting – Cimetière               | Forbach — Gare routière ⥋ Œting – Cimetière               | Forbach — Gare routière ⥋ Œting – Cimetière               | Forbach — Gare routière ⥋ Œting – Cimetière               |
| 9     | Ouverture / Fermeture — / — | Longueur —                                                | Durée —                                                   | Nb. d’arrêts —                                            | Matériel —                                                | Jours de fonctionnement L, Ma, Me, J, V, S                | Jour / Soir / Nuit / Fêtes O / N / N / N                  | Voy. / an —                                               | Dépôt —                                                   |
| 9     | Desserte : - Communes desservies : Forbach, Behren-lès-Forbach, Œting - Gares desservies : aucune |                                                           |                                                           |                                                           |                                                           |                                                           |                                                           |                                                           |                                                           |
| 9     | Autre : - Arrêts non accessibles aux UFR : non communiqué - Particularités : - Date de dernière mise à jour : 9 novembre 2020.                                                                            |                                                           |                                                           |                                                           |                                                           |                                                           |                                                           |                                                           |                                                           |
| 9     | Dernière actualisation : — |                                                           |                                                           |                                                           |                                                           |                                                           |                                                           |                                                           |                                                           |
| 10    | Forbach — Gare routière ⥋ Morsbach – Zone Europa | Forbach — Gare routière ⥋ Morsbach – Zone Europa          | Forbach — Gare routière ⥋ Morsbach – Zone Europa          | Forbach — Gare routière ⥋ Morsbach – Zone Europa          | Forbach — Gare routière ⥋ Morsbach – Zone Europa          | Forbach — Gare routière ⥋ Morsbach – Zone Europa          | Forbach — Gare routière ⥋ Morsbach – Zone Europa          | Forbach — Gare routière ⥋ Morsbach – Zone Europa          | Forbach — Gare routière ⥋ Morsbach – Zone Europa          |
| 10    | Ouverture / Fermeture — / — | Longueur —                                                | Durée —                                                   | Nb. d’arrêts —                                            | Matériel Midibus                                          | Jours de fonctionnement L, Ma, Me, J, V, S                | Jour / Soir / Nuit / Fêtes O / N / N / N                  | Voy. / an —                                               | Dépôt —                                                   |
| 10    | Desserte : - Communes desservies : Forbach, Morsbach - Gares desservies : aucune |                                                           |                                                           |                                                           |                                                           |                                                           |                                                           |                                                           |                                                           |
| 10    | Autre : - Arrêts non accessibles aux UFR : non communiqué - Particularités : - Date de dernière mise à jour : 9 novembre 2020.                                                                            |                                                           |                                                           |                                                           |                                                           |                                                           |                                                           |                                                           |                                                           |
| 10    | Dernière actualisation : — |                                                           |                                                           |                                                           |                                                           |                                                           |                                                           |                                                           |                                                           |
| 30    | Forbach — Gare routière ⥋ Sarrebruck – Goutenbergstrasse | Forbach — Gare routière ⥋ Sarrebruck – Goutenbergstrasse  | Forbach — Gare routière ⥋ Sarrebruck – Goutenbergstrasse  | Forbach — Gare routière ⥋ Sarrebruck – Goutenbergstrasse  | Forbach — Gare routière ⥋ Sarrebruck – Goutenbergstrasse  | Forbach — Gare routière ⥋ Sarrebruck – Goutenbergstrasse  | Forbach — Gare routière ⥋ Sarrebruck – Goutenbergstrasse  | Forbach — Gare routière ⥋ Sarrebruck – Goutenbergstrasse  | Forbach — Gare routière ⥋ Sarrebruck – Goutenbergstrasse  |
| 30    | Ouverture / Fermeture — / — | Longueur —                                                | Durée —                                                   | Nb. d’arrêts —                                            | Matériel —                                                | Jours de fonctionnement L, Ma, Me, J, V, S                | Jour / Soir / Nuit / Fêtes O / N / N / N                  | Voy. / an —                                               | Dépôt —                                                   |
| 30    | Desserte : - Communes desservies : - sens Aller : Forbach, Stiring-Wendel, Sarrebruck - Gares desservies : Forbach                                                                                        |                                                           |                                                           |                                                           |                                                           |                                                           |                                                           |                                                           |                                                           |
| 30    | Autre : |                                                           |                                                           |                                                           |                                                           |                                                           |                                                           |                                                           |                                                           |
| 30    | Dernière actualisation : — |                                                           |                                                           |                                                           |                                                           |                                                           |                                                           |                                                           |                                                           |

## Tarification
Le titre de transport sur le réseau Forbus n'est pas remboursable ni échangeable.
Tarifs au 01/01/2024
Ticket unitaire : 1,10 € à partir de 6 ans.
Ligne 30 :
- adultes (à partir de 15 ans) : 2,90 €
- enfants (6 à 14 ans) : 2,20 €
Possibilité de souscrire des abonnements
.

## Annexe